# 오스트리아 민속 박물관
오스트리아 민속 박물관(독일어: Österreichisches Museum für Volkskunde)은 오스트리아의 빈에 위치하며, 1895년에 설립된 박물관이다. 오스트리아와 인접 국가의 전통 민속품을 전시하고 있다.